# Пеницилл кошенильный
Пеници́лл (пеници́ллий) кошени́льный (лат. Penicíllium chermésinum) — вид несовершенных грибов (телеоморфная стадия неизвестна), относящийся к роду Пеницилл (Penicillium).

## Описание
Колонии на агаре Чапека довольно быстрорастущие, на 14-е сутки до 4 см в диаметре, радиально-морщинистые, зернистые, с белым мицелием, обильно спороносящие в оливково-зелёных тонах. Экссудат отсутствует. Реверс светло-жёлтый до телесного. На CYA колонии достигают диаметра 4,5—5 см за 14 дней, бархатистые до шерстистых, радиально-складчатые, с оливково-зелёным спороношением, иногда с необильным винно-красным экссудатом. Реверс кремовый до винно-красного, в среду выделяется винно-красный растворимый пигмент. На агаре с солодовым экстрактом (MEA) колонии около 5 см в диаметре на 14-е сутки, бархатистые или немного зернистые, обильно спороносящие в полынно-зелёных тонах. Экссудат отсутствует. Реверс кремовый до винно-красного, в среду выделяется обильный винно-красный пигмент.
Конидиеносцы строго одноярусные, короткие, 20—40 мкм длиной, гладкостенные, вздутые на верхушке. Фиалиды в пучке по 10—15, 6—8 (12) мкм длиной. Конидии эллипсоидальные, гладкостенные или почти гладкостенные, 2—2,5 × 1,5—2 мкм, собирающиеся в рыхлые колонки.

## Экология
Преимущественно почвенный гриб, также выделяемый из воздуха и с различных материалов, контактировавших с почвой.

## Таксономия
Название отсылает к красному пигменту, выделяемому грибом при культивировании на агаре с солодовым экстрактом: кошениль и кермес — красные красители, производимые из высушенных насекомых.
Penicillium chermesinum Biourge, La Cellule 33: 284 (1923).
В качестве неотипа, соответствующего описанию Филибера Бьюржа, был выбран штамм IMI 191730 = CBS 231.81 = NRRL 2048 = FRR 2048 = IFO 31745. Этот штамм относится к секции Charlesia, современные описания вида основываются на этом штамме и близких ему. Штамм NRRL 735, полученный от Бьюржа Чарлзом Томом под названием Penicillium chermesinum, не соответствует описанию вида, в настоящее время отнесён к Penicillium cvjetkovicii из секции Cinnamopurpurea.